# 런던 대학교

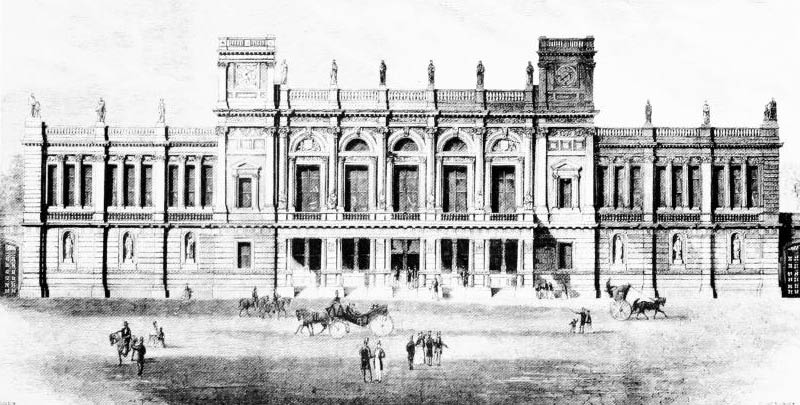
1867년의 런던 대학교 모습

런던 대학교(University of London)는 영국의 연합형 공립 대학이다. 주로 런던에 자리 잡고 있는 17개 대학 및 연구기관들로 구성되어 있다. 전체적으로 볼 때 등록된 풀타임 학생수는 135,000명이며, 디스턴스 러닝 코스에는 약 50,000명이 추가로 등록되어 있다.
University of London에 소속된 대학 및 연구기관들은 각자 완전히 동등한 지위를 갖고 있으며, 제각기 특성화된 분야가 다르다. 영국 정부 차원의 유일한 공식적 대학별 연구평가 지표인 Research Assessment Exercise (RAE)에 따르면, University of London의 모든 대학 및 연구기관들은 각자 특성화 분야에서 세계 최고수준의 연구를 자랑한다.

## 역사
런던 대학교의 역사는 1820년대와 30년대로 올라간다. 서민을 위한 비계급적 대학 설립을 추진하여 '인종과 종교, 정치적 입장을 초월해 모든 이에게 고등 교육을 제공한다'는 취지 아래 런던의 블룸스베리와 스트란드 지역에 각각 자유주의를 바탕으로 하여 비종교적인 유니버시티 칼리지 런던 (University College London, 이하 UCL)과 영국 성공회를 바탕으로 하여 종교적인 면모가 강한 킹스 칼리지 런던이 설립되었다. 하지만 초기부터 잉글랜드 왕실은 학위 수여 권한을 두 대학에 주지 않고, 정부에서 관리하는 학위발급권한으로 두 대학을 조정하고자 하였다. 이로 인해 두 대학 사이에 학위 수여 권한을 둘러싸고 서로 왕실의 허가증을 확보하려는 갈등이 생겨나자 이 같은 분쟁을 조정하기 위한 방편으로 두 대학은 마치 한 대학교의 단과대학들처럼 한 대학교의 학위를 받는 내용을 골자로 1836년 유니버시티 칼리지 런던 (UCL)의 주최로 학위를 관리하는 제3의 기구를 설립하게 되었다. 이것이 바로 오늘날의 런던 대학교를 태동시켰다. 이후 인도 및 호주, 남아프리카 공화국 등 영국 식민지였던 국가들은 런던 대학교를 모델로 대학 체제를 세웠다.
이와 같은 역사적인 배경 아래 런던 대학교는 발전을 거듭하여 현재 모두 47개의 대학과 대학원 (Colleges and Institutes)에 12만 명의 재학생들을 망라하는 대규모의 대학 연합체가 되었다. 학문 분야도 매우 다양하게 발달해 있다. 유니버시티칼리지 런던처럼 학위수여를 별도로 하는 대학도 있으나, 대부분의 대학들은 런던 대학교 학위를 수여한다.
등록금 상한선 등 대학본부 (Senate House)의 정책에 불만을 가지고 있던 임페리얼 칼리지 런던은  2005년 12월 9일 탈퇴를 선언했고 2006년 10월에 런던 대학교와 최종 합의에 이르렀다. 이로써 임페리얼 칼리지 런던이 생긴 지 100주년이 되는 2007년 7월부터는 더 이상 런던 대학교 소속이 아니다.

## 구성
런던 대학교(The University of London)는 다음의 대학과 대학원, 연구기관으로 구성된다.
대학 및 연구기관:
- 유니버시티 칼리지 런던 (University College London)

- 버크벡 대학 (Birkbeck, University of London)
- 시티 대학 (City, University of London)
- 커톨드 예술원 (Courtauld Institute of Art)
- 골드스미스 대학(Goldsmiths, University of London)
- 헤이드롭 대학 (Heythrop College, London)
- 암 연구소 (The Institute of Cancer Research)
- 킹스 칼리지 런던 (King's College London)
- 런던 경영대학원 (London Business School)
- 런던 정치경제 대학 (The London School of Economics and Political Science)
- 런던 보건대학원 (London School of Hygiene and Tropical Medicine)
- 퀸 메리 대학 (Queen Mary, University of London)
- 왕립 음악원 (Royal Academy of Music, 1999년부터 연합)
- 왕립 중앙 극예술 대학 (The Royal Central School of Speech and Drama, 2005년부터 연합)
- 로열 홀러웨이 대학 (Royal Holloway, University of London)
- 왕립 수의학 대학 (The Royal Veterinary College)
- 세인트 조지 대학 (St George's, University of London)
- 동양 및 아프리카학 대학 (School of Oriental and African Studies, University of London 또는 SOAS)
- 전문 연구소 (School of Advanced Study): 연구 및 석사 이상 학위 과정을 제공
  - 고등 법률 연구소 (Institute of Advanced Legal Studies)
  - 고전 연구소 (Institute of Classical Studies)
  - 영연방 연구소 (Institute of Commonwealth Studies)
  - 영어 연구소 (Institute of English Studies)
  - 역사 연구소 (Institute of Historical Research)
  - 라틴 아메리카 연구소 (Institute of Latin American Studies)
  - 근대 언어 연구소 (Institute of Modern Languages Research)
  - 음악 연구소 (Institute of Musical Research)
  - 철학 연구소 (Institute of Philosophy)
  - 워버그 연구소 (Warburg Institute)
- 런던대학교 파리 분교 (University of London Institute in Paris)
- 브루넬 대학 (Brunel University of London)

과거 구성원:
- 임페리얼 칼리지 런던 (Imperial College London - 2007년 탈퇴)

## 같이 보기
- 골든 트라이앵글 (대학교)